# Selectiviteit (scheikunde)
Selectiviteit is een begrip uit de scheikunde dat voornamelijk zijn toepassing vindt binnen de organische chemie. Het verwijst in het algemeen naar de mogelijkheid om sturend op te treden indien een reactie ofwel naar meerdere producten kan leiden ofwel op meerdere functionele groepen dan wel verschillende plaatsen in de molecule tegelijkertijd kan plaatsgrijpen. Selectiviteit kan dus de voorkeur voor een welbepaald product induceren en discriminerend werken tussen verschillende mogelijke reactieproducten. Verder kan het begrip gebruikt worden om de verhouding aan gevormde producten, uitgaande van een reactant, aan te geven in de vorm van een opbrengst.

## Indeling
Het begrip valt uiteen in diverse aspecten, verwijzend naar de diverse soorten selectiviteit:
- Chemoselectiviteit
- Cis-trans-selectiviteit
- Periselectiviteit
- Regioselectiviteit
- Stereoselectiviteit
  - Diastereoselectiviteit
  - Enantioselectiviteit
- Torquoselectiviteit

Stereoconvergentie kan beschouwd worden als het tegenovergestelde van stereoselectiviteit. Het begrip stereospecificiteit, dat nauw verwant is met stereoselectiviteit, verwijst dan weer naar de eigenschap waarbij verschillende stereo-isomere producten gevormd worden uitgaande van verschillende stereo-isomere uitgangsstoffen of waarbij slechts één (of een beperkt aantal) van de stereo-isomeren reageert.